# Oio (regio)
Oio is een regio in het noordwesten van Guinee-Bissau. Oio meet 5400 vierkante kilometer en had in 2005 ruim 180.000 inwoners. De hoofdstad van de regio heet Farim.

## Grenzen
Oio grenst in het noorden aan de regio Kolda van buurland Senegal.
De regio heeft verder nog vijf regionale grenzen:
- Met Bafatá in het oosten.
- Kort met de hoofdstedelijke sector Bissau in het uiterste zuidwesten.
- Kort met Biombo in het zuidwesten.
- En met Cacheu in het westen.
- De regio wordt in het zuiden door een rivier gescheiden van de regio Quinara.

## Sectoren
De regio is onderverdeeld in vijf sectoren:
- Bissora
- Farim
- Mansaba
- Mansoa
- Nhacra

Bafatá · Biombo · Bissau · Bolama · Cacheu · Gabú · Oio · Quinara · Tombali